# Skultuna
Skultuna es una localidad situada en Västerås, provincia de Västmanland, Suecia . En 2010 contaba con una población de 3.133 habitantes. 

## Personas destacadas
Skultuna es localidad natal de personas como:
- Julia Nyberg (1784-1854), escritora y compositora.
- Esbjörn Svensson (1964-2008), pianista y compositor.
- Magnus Öström,[2] compositor, y director de orquesta. [3]